# Nippon Seifun
Nippon Seifun K.K. (jap. 日本製粉株式会社, Nippon Seifun Kabushiki kaisha, engl. Nippon Flour Mills Co., Ltd.), gelistet im Nikkei 225, ist ein japanischer Konzern, der am meisten Umsatz erzielt mit Getreidemühlen und darauf basierenden Produkten wie Nudeln.
Das Unternehmen wurde 1896 gegründet und gehört zur Mitsui Group.